# Bateau-Lavoir

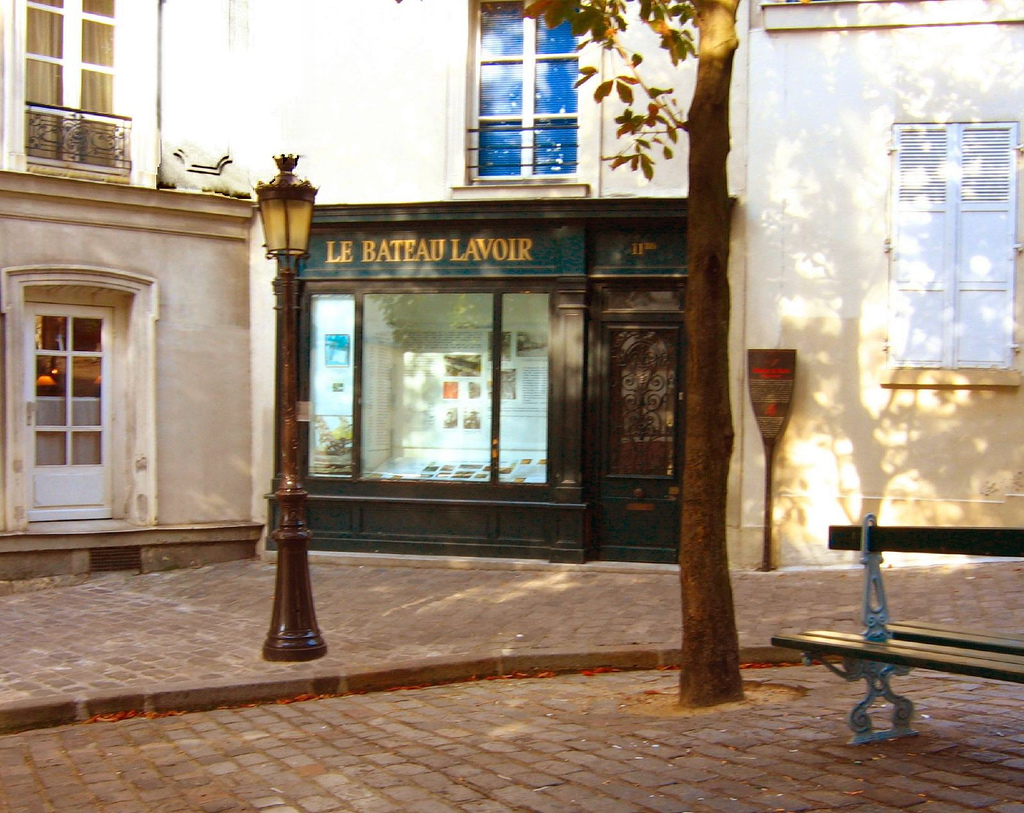
Dům v dnešní podobě

Bateau-Lavoir je dům na Montmartru v Paříži na Place Émile-Goudeau, ve kterém na přelomu 20. století měli ateliéry mnozí později slavní umělci. Dům v květnu 1970 vyhořel (zůstala pouze fasáda, která je chráněná jako historická památka) a roku 1978 byl kompletně rekonstruován. Dnes se zde nachází 25 uměleckých ateliérů.

## Název
Původně se dům nazýval Maison du Trappeur - „Zálesácký dům“. Současná přezdívka by se dala přeložit jako „lodní prádelna“. Dům je rozdělen do malých pokojů a jejich vstupy na chodbu tak připomínaly parník, což je původ prvního slova Bateau (loď). Druhé slovo Lavoire (prádelna) bylo přidáno v ironickém slova smyslu, neboť v celém domě byl jen jeden přívod vody.

## Historie
Dům byl postaven kolem roku 1860 na místě bývalé tančírny, která byla uzavřena roku 1830 následkem poklesu půdy. V roce 1889 jej nechal majitel přestavět na ateliéry pro umělce. Jako první se zde v roce 1892 usadil malíř Maxime Maufra, po svém návratu z Bretaně. Dům se stal rychle místem setkání mnoha umělců. Mezi lety 1900 až 1904 se zde vytvořily dvě skupiny umělců. Italové, z nichž nejznámější byl Ardengo Soffici, a Španělé, kteří se shromáždili kolem Francisca Durria de Madrón. Pablo Picasso sem přišel v roce 1904 a svůj ateliér zde měl až do roku 1912. Jeho modré období právě skončilo a začal tvořit obrazy z růžového období, které trvalo do roku 1907. V té době zde působili Kees van Dongen, Juan Gris, Constantin Brâncuşi, Amedeo Modigliani, Pierre Mac Orlan nebo Max Jacob. Bateau-Lavoir ztratil svůj význam po první světové válce ve prospěch čtvrti Montparnasse na levém břehu, kde se nachází obdobný dům La Ruche.

## Osobnosti v Bateau-Lavoir
Mezi početnými osobnostmi, které se zde vyskytovaly, patří např. Henri Matisse, Georges Braque, Fernand Léger, André Derain, Raoul Dufy, Maurice Utrillo, Jean Metzinger, Louis Marcoussis, Guillaume Apollinaire, Alfred Jarry, Jean Cocteau, Raymond Radiguet, Gertrude Steinová, Charles Dullin, Ambroise Vollard, Maurice Denis, Kees van Dongen, Marie Laurencin, Pablo Picasso a další.